# علی‌آباد وسطی
علی‌آباد وسطی، روستایی در دهستان کارزان بخش کارزان شهرستان سیروان در استان ایلام ایران است.

## جمعیت
بر پایه سرشماری عمومی نفوس و مسکن در سال ۱۳۹۵، جمعیت این روستا برابر با ۱۸ نفر (۴ خانوار) بوده است.